# Jaume Barjau y Martí
Józef Oriol z Barcelony (właściwie: Jaume Barjau y Martí) (ur. 25 lipca 1891 w Barcelonie, zm. 24 lipca 1936 na obrzeżach Manresy) – hiszpański duchowny katolicki, kapucyn, męczennik, ofiara wojny domowej w Hiszpanii w latach 1936-39, błogosławiony Kościoła katolickiego
Urodził się w 1891 roku w Barcelonie. W 1906 roku wstąpił do zakonu kapucynów. 15 sierpnia 1911 złożył śluby zakonne, natomiast 29 maja 1915 roku przyjął święcenia kapłańskie. Został wykładowcą w seminarium w Sariego. W 1925 roku zamieszkał w klasztorze w Manresa. 22 lipca 1936 w czasie wojny domowej w Hiszpanii razem ze współbraćmi został zmuszony do jego opuszczenia, wskutek zajęcia go przez republikańską milicję. 24 lipca 1936 gdy poszedł udzielić komunii świętej klarysce, został aresztowany przez milicjantów. Oni wsadzili go do ciężarówki i wyzwieźli na obrzeża Manresy, gdzie go zamordowali poprzez rozstrzelanie. 
23 stycznia 2020 papież Franciszek podpisał dekret o jego męczeństwie. Beatyfikację jego i dwóch towarzyszy zaplanowano na 14 listopada 2020 roku w Manresie, lecz została przesunięta z powodu pandemii koronawirusa. Ostatecznie beatyfikacja trojga męczenników odbyła się w Menresie 6 listopada 2021.